# Маљевачко Селиште
Маљевачко Селиште је насељено место у општини Цетинград, на Кордуну, Карловачка жупанија, Република Хрватска.

## Географија
Маљевачко Селиште се налази око 6 км северно од Цетинграда.

## Историја
Маљевачко Селиште се од распада Југославије до августа 1995. године налазило у Републици Српској Крајини. До 1991. било је у саставу насељеног места Маљевац, а од 2001. је самостално насеље. До територијалне реорганизације у Хрватској налазило се у саставу бивше велике општине Слуњ.

## Становништво
Према попису становништва из 2011. године, насеље Маљевачко Селиште је имало 30 становника.

### Број становника по пописима
| Националност   | 2001. | 1991. | 1981. | 1971. | 1961. | 1953. | 1948. | 1931. | 1921. | 1910. | 1900. | 1890. | 1880. | 1869. | 1857. |
| бр. становника | 1     | %     | %     | 66    | 116   | 115   | 108   | 166   | 164   | 141   | %     | %     | %     | %     | %     |

- напомене:

У 2001. настало издвајањем из насеља Маљевац. Као део насеља исказивано од 1910. Од 1857. до 1880. подаци садржани у насељу Бухача, а 1890, 1900, 1981. и 1991. у насељу Маљевац.

### Национални састав
| Националност       | 2001. |
| Хрвати             | %     |
| Срби               | %     |
| Југословени        | %     |
| остали и непознато | %     |
| Укупно             | 1     |

- за остале пописе видети под: Маљевац.